# Coccomyces croceus
Coccomyces croceus är en svampart som beskrevs av Spooner 1990. Coccomyces croceus ingår i släktet Coccomyces och familjen Rhytismataceae.   Inga underarter finns listade i Catalogue of Life.